# Garden Islands
Garden Islands ist eine Inselgruppe im Südwesten von Fiordland auf der Südinsel von Neuseeland.

## Geographie
Garden Islands besteht aus zwei Inseln, die sich mit der größeren Insel von den beiden im westlichen Teil des Eingangs zum South Port genannten Fjord befindet. Die kleinere Insel liegt rund 105 m nordwestlich und ist damit Teil der Eastern Passage. Beide Inseln kommen zusammen auf eine Fläche von rund 7,6 Hektar, die länglich südlichere Insel mit einer Länge von rund 675 m und einer maximalen Breite von rund 180 m auf rund 6 Hektar und die kleinere Insel auf rund 1,6 Hektar.